# 라이브온
《라이브온》은 2020년 11월 17일부터 2021년 1월 12일까지 방영된 JTBC 화요 드라마이다.

## 기획 의도
수상한 목적을 가지고 방송부에 들어간 서연고등학교 셀럽 백호랑이 엄격한 방송부장 고은택을 만나 겪게 되는 상극 케미 로맨스 드라마

## 제작진

### 연출
- 김상우 : ( MBC 월화 미니시리즈 《왕은 사랑한다》(프로듀서), MBC 수목 미니시리즈 《병원선》(프로듀서), tvN 수목 미니시리즈 《나의 아저씨》(프로듀서), tvN 토일 미니시리즈 《아스달 연대기》(프로듀서), MBC 수목 미니시리즈 《어쩌다 발견한 하루》(프로듀서) 등 연출 )

### 극본
- 방유정 : 네이버 TV 웹드라마 《옐로우 시즌 1》(집필), 네이버 TV 웹드라마 《한입만》(집필), 네이버 TV 웹드라마 《한입만 2》(집필), 네이버 웹 드라마 《크리스마스가 싫은 네 가지 이유》(집필) 등 집필 )

## 등장 인물

### 주요 인물
- 황민현 : 고은택 역 - 서연고 2학년, 방송부 기장.
- 정다빈 : 백호랑 역 - 서연고 2학년, 인별스타.
- 노종현 : 도우재 역 - 서연고 2학년, 선도부장. 군대 조교 뺨치는 선도부장. 은택의 친구. 재이의 연인.
- 양혜지 : 지소현 역 - 서연고 2학년, 방송부 차장. 내신 평균 1.5등급을 벗어나 본 적 없는 모범생으로 방송부 차장.
- 연우 : 강재이 역 - 서연고 2학년, 화끈하고 단순한 성격이 장점이자 곧 단점. 우재의 연인.
- 최병찬 : 김유신 역 - 서연고 2학년, 소현바라기. 호랑의 유일한 친구.

### 서연고 학생들
- 우연 : 도우솔 역 - 우재의 한 살 터울 여동생, 서연고 1학년.
- 현우석 : 권성준 역 - 서연고 방송부 1학년, 멋있어 보여서 방송부에 들어온 신입생.
- 우다비 : 김은하 역 - 서연고 방송부 1학년, 방송부 로망을 가득 안고 들어온 신입생.
- 양정연 : 김희원 역 - 서연고 방송부 1학년
- 조준영 : 박영재 역 - 서연고 방송부 1학년
- 김은수 : 신진국 역 - 서연고 방송부 2학년, 부장인 은택과 차장인 소현을 신뢰한다.
- 이세희 : 정희수 역 - 서연고 방송부 2학년, 호랑과 소현의 중학교 동창. 저격수
- 정수빈 : 이선주 역 - 서연고 2학년, 박혜림, 지의정의 친구
- 신윤섭 : 김정빈 역 - 서연고 학생회장
- 최수진 : 최수진 역 - 서연고 학생
- 강해림 : 박혜림 역 - 호랑을 견제하는 인물
- 지의정 : 지의정 역 - 호랑을 질투하는 반 학생
- 권희준 : 권희준 역 - 재이의 남사친.
- 이원정 : 이준우 역 - 재이의 남사친

### 특별 출연
- 이한위 : 서연고 교장 역
- 안세하 : 서연고 문학 교사 역
- 김혜윤 : 서현아 역 - 서연고 전 아나운서
- 정수영 : 강재이의 어머니 역
- 전노민 : 고은택의 아버지 역
- 송선미 : 고은택의 어머니 역
- 김정학 : 호랑의 아버지 역
- 윤유선 : 호랑의 어머니 역
- 연준 : 김진우 역 - 소현의 중학교 동창, 소현의 전 남자친구
- 백재진 : 중국어 교사 역

## OST
다음은 오리지널 사운드트랙(OST) 싱글 앨범에 포함된 곡들이며, 정렬기준은 출시 순입니다.

## 시청률
최저 시청률과 최고 시청률은 시청률 조사회사와 지역별로 시청률에 차이가 있을 수 있습니다.
| 2020년 | 2020년    | 2020년             | 2020년             | 2020년 |
| 회차   | 방송일    | 닐슨 코리아 시청률 | 닐슨 코리아 시청률 |        |
| 회차   | 방송일    | 대한민국(전국)     | 서울(수도권)       |        |
| ------ | --------- | ------------------ | ------------------ | ------ |
| 1회    | 11월 17일 | 1.302%             | %                  |        |
| 2회    | 11월 24일 | 0.428%             | %                  |        |
| 3회    | 12월 1일  | 0.604%             | %                  |        |
| 4회    | 12월 8일  | 0.428%             | %                  |        |
| 5회    | 12월 15일 | 0.727%             | %                  |        |
| 6회    | 12월 22일 | 0.597%             | %                  |        |
| 7회    | 12월 29일 | 0.622%             | %                  |        |
| 2021년 |           |                    |                    |        |
| 8회    | 1월 12일  | 0.785%             | %                  |        |